# Spilosoma pylosa
Spilosoma pylosa är en fjärilsart som beskrevs av Rothschild. Spilosoma pylosa ingår i släktet Spilosoma och familjen björnspinnare. Inga underarter finns listade i Catalogue of Life.